# Доње Ситно
Доње Ситно је насељено место у саставу града Сплита, Сплитско-далматинска жупанија, Република Хрватска.

## Историја
До територијалне рерганизације у Хрватској, налазило се у саставу старе општине Сплит.

## Становништво
На попису становништва 2011. године, Доње Ситно је имало 313 становника.
| Број становника по пописима | Број становника по пописима | Број становника по пописима | Број становника по пописима | Број становника по пописима | Број становника по пописима | Број становника по пописима | Број становника по пописима | Број становника по пописима | Број становника по пописима | Број становника по пописима | Број становника по пописима | Број становника по пописима | Број становника по пописима | Број становника по пописима | Број становника по пописима |
| --------------------------- | --------------------------- | --------------------------- | --------------------------- | --------------------------- | --------------------------- | --------------------------- | --------------------------- | --------------------------- | --------------------------- | --------------------------- | --------------------------- | --------------------------- | --------------------------- | --------------------------- | --------------------------- |
| 1857                        | 1869                        | 1880                        | 1890                        | 1900                        | 1910                        | 1921                        | 1931                        | 1948                        | 1953                        | 1961                        | 1971                        | 1981                        | 1991                        | 2001                        | 2011                        |
| 0                           | 0                           | 242                         | 0                           | 324                         | 369                         | 394                         | 519                         | 295                         | 319                         | 316                         | 381                         | 298                         | 300                         | 314                         | 313                         |

Напомена: Исказује се од 1981. као самостално насеље настало издвајањем дела насеља Сплит. У 1921. и 1931. такође је исказивано као самостално насеље. У 1857, 1869. и 1890. подаци су исказани у насељу Сплит.

### Попис1991.
На попису становништва 1991. године, насељено место Доње Ситно је имало 300 становника, следећег националног састава:
| Попис 1991.‍  | Попис 1991.‍  | Попис 1991.‍ | Попис 1991.‍ | Попис 1991.‍ |
| ------------ | ------------ | ----------- | ----------- | ----------- |
|              |              |             |             |             |
| Хрвати       | Хрвати       |             | 291         | 97,00%      |
| Муслимани    | Муслимани    |             | 1           | 0,33%       |
| неопредељени | неопредељени |             | 1           | 0,33%       |
| непознато    | непознато    |             | 7           | 2,33%       |
| укупно: 300  |              |             |             |             |